# 삼근초등학교 왕피분교
삼근초등학교 왕피분교는 대한민국 경상북도 울진군에 있는 공립 초등학교이다.

## 학교 연혁
- 1947년 3월 20일 삼근국민학교 광회분교 개교
- 1953년 3월 9일 왕피국민학교로 승격
- 1992년 3월 1일 동수곡분교장 폐교, 삼근국민학교로 편입
- 1996년 3월 1일 삼근초등학교 광회분교로 개칭
- 2019년 2월 28일 폐교[1]

## 참고 자료
- 삼근초등학교왕피분교장 - 한국교육학술정보원 학교알리미